# Rode zeespin
De rode zeespin (Nymphon brevirostre) is een zeespin uit de familie van de slanke zeespinnen (Nymphonidae). De soort behoort tot het geslacht Nymphon. Nymphon brevirostre werd in 1863 voor het eerst wetenschappelijk beschreven door George Hodge.

## Morfologie
In de vroege levensfase is kleur wit, doorschijnend of roodachtig, soms met paarse banden. De zeespin heeft een slank lichaam (2,5-3,0 mm) en poten die drieënhalf keer zo lang zijn. De snurf is relatief kort. De buik is dik en de thoracale segmenten zijn breder dan lang. De tasters (palpen) hebben vijf gewrichten. De propodus is langer dan de tarsus, die bedekt is met talrijke korte stekels en drie langere bij de hiel.
In de latere levensfase heeft het morfologische kenmerken die sterk lijken op eerdere levensstadia. Roodachtig of wit. Glad en slank lichaam (4-5 mm) en poten vier keer zo groot. Het cephalon is breed en de buik is relatief kort. Het vrouwtje draagt de gelegde eitjes over aan het mannetje die ze bevrucht en verzorgt deze op speciaal ontworpen aanhangsels: de ovigeren. Hiermee dragen ze de bevruchte eierzakjes tot de jonge zeespinnen uitkomen.

## Leefomgeving
De soort leeft in de kust- en sublitorale zone tot een diepte van 60 meter en komt voor tussen hydroïdpoliepen. Het verspreidingsgebied strekt zich uit van het noordpoolgebied tot Noordwest-Afrika en de Middellandse Zee, en is wijdverbreid in zowel de Noordzee als de Oostzee. In de Oostzee is deze soort gevonden rond Elsinor in Denemarken op een diepte van ~37 m tussen dichte populaties zeedennetjes (Abietinaria abietina), dodemansduim (Alcyonium digitatum) en verschillende andere hydroïdpoliepen.